# Felicja Żurowska
Felicja Bronisława Janina Żurowska (ur. 27 grudnia 1896 w Podhajczykach, zm. 2 grudnia 1977 w Krakowie) – polska działaczka Centrali Akcji Katolickiej Młodzieży i redaktor pism młodzieżowych KSM w Poznaniu. Po II wojnie światowej pracownica Wydziału Duszpasterstwa Kurii Metropolitalnej w Krakowie.

## Życiorys

### Dzieciństwo i młodość
Urodziła się 27 grudnia 1896 r. w Podhajczykach jako najmłodsza z pięciorga dzieci Stanisława (1840–1906) i Teresy Konopczanki (1858–1952). Ukończyła szkołę podstawową i średnią u Sióstr Niepokalanek w Jarosławiu. Wybuch I wojny światowej uniemożliwił jej zdanie matury. Po wojnie ukończyła kurs ogrodniczy przy Wydziale Rolnym Uniwersytetu Jagiellońskiego (UJ). W wieku lat 50 zapisała się na Wydział Humanistyczny UJ, gdzie studiowała socjologię i oświatę dorosłych.

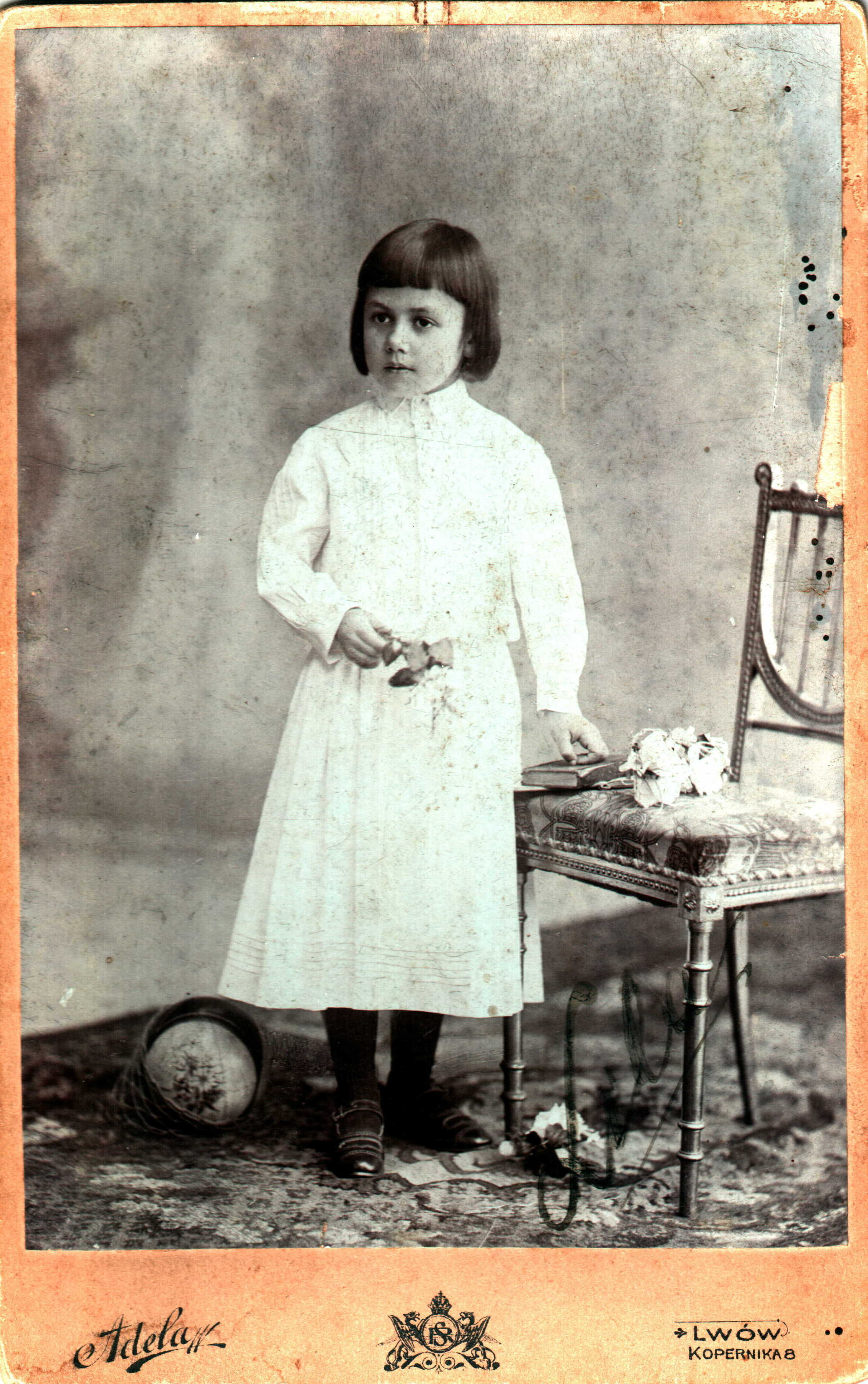
I komunia, około 1902 r.

We wczesnych latach 20. XX w. przeniosła się do Poznania i zaangażowała do pracy w Zjednoczeniu Młodzieży Polskiej. W tym okresie zetknęła się z wybitnymi działaczami młodzieżowymi i organizatorami; tj. ks. Walerian Adamski, ks. Leopold Biłko, ks. Andrzej Wronka, ks. Jan Czerniak, Władysław Oleksy, Jan Tokarski, Stanisław Sedlaczek.
Zjednoczenie wysłało ją na dalsze studia do Brukseli, gdzie poznała ruch Jeunesse Ouvrière Chrétienne (J.O.C.)) i ich metody pracy, które później propagowała w Polsce.
W Zjednoczeniu pracowała jako kierownik referatu wydawniczego i oświatowego. Redagowała pisma: „Kierownik”, „Przyjaciel Młodzieży”, „Młoda Polka”. Współredagowała czasopisma: „Scena Oświatowa”, współpracowała z „Biblioteką Teatralną” i pisała popularne sztuki teatralne (np. „Żołnierz”), współdziałała w wydawaniu „Biblioteki Wieczornicowej”. Inspirowana przez J.O.C. inicjowała opracowywanie i wydawanie „Kwadransów Ewangelickich”.
Jako kierownik referatu oświatowego propagowała „Kółka Wychowawcze” i metodę pogadanek ankietowych (zalecane przez J.O.C.). Wygłaszała referaty na temat pracy oświatowej i religijnej. W 1936 r. wydała książkę „Ewangelia w pracy społecznej”, gdzie przedstawiła wynik zebranych ankiet z całej Polski. Współpracowała przy przygotowaniu jednolitego programu szkoleniowego dla KZMM i KZMŻ i była współautorką podręcznika wyszkolenia „Pierwsza Książka K.Z.M.”. Współpracowała z wyższą prywatną katolicką szkołą społeczną ks. Edwarda Kozłowskiego w Poznaniu, gdzie prowadziła wykłady i ćwiczenia.

### II wojna światowa
Podczas okupacji pracowała jako pracownica fizyczna w niemieckim przedsiębiorstwie przetwórstwa owocowego w Poznaniu. Dzięki dobrej znajomości języka niemieckiego została przeniesiona do pracy w bibliotece przedsiębiorstwa.

### Okres powojenny

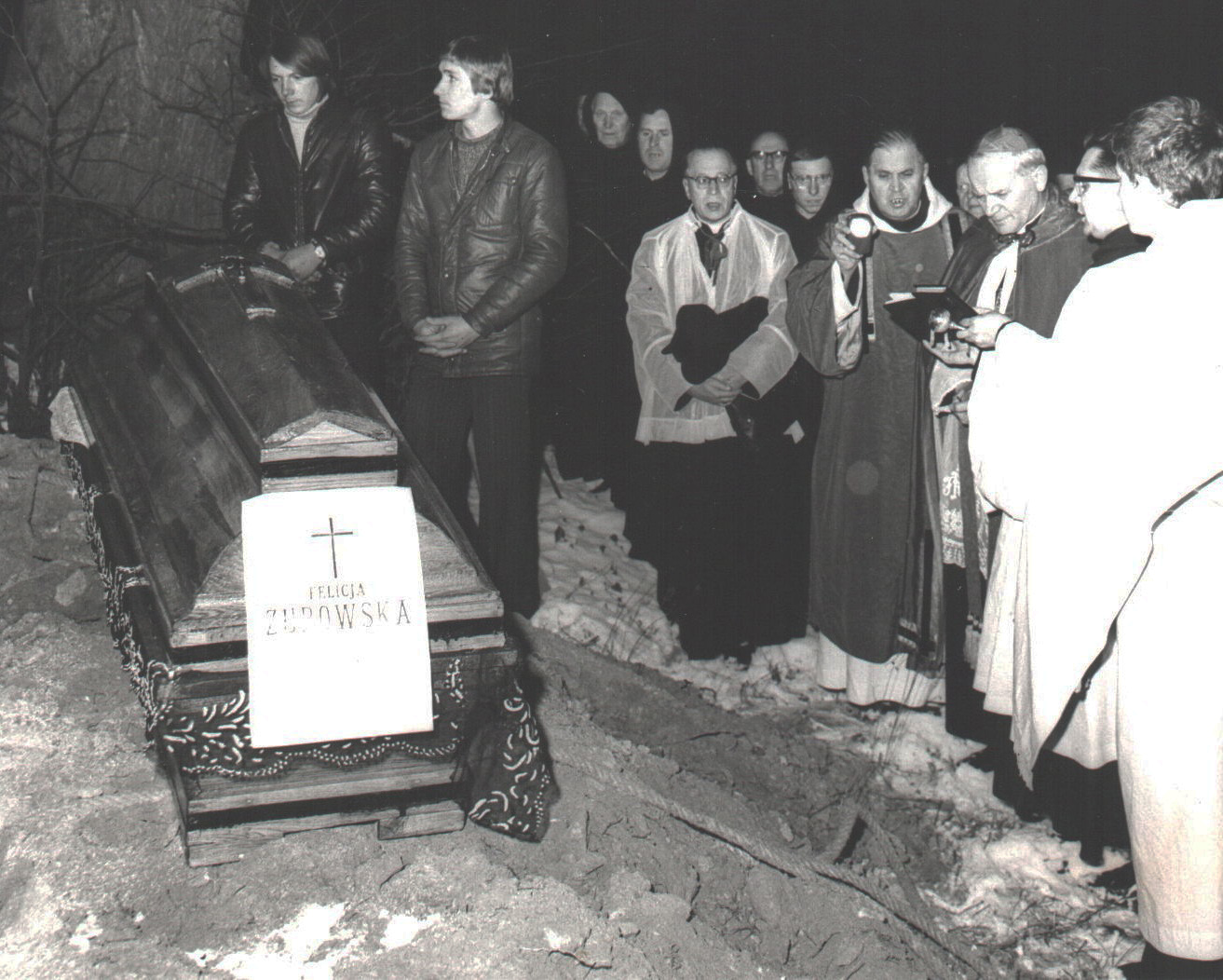
Kondukt pogrzebowy w Tyńcu prowadził kardynał Karol Wojtyła

Po wojnie przyjechała do Krakowa i rozpoczęła pracę w ówczesnym Caritasie współredagując wydawany przez organizację miesięcznik. W 1947 r. przeszła do pracy w nowo założonej krakowskiej organizacji dla kobiet Żywy Różaniec Dziewcząt. Wydała zbiór „kwadransów ewangelicznych” pt. „Dał im moc...”. W latach 1953–1956 pracowała w Wydziale Duszpasterstwa Kurii Krakowskiej jako maszynistka. Poznała wtedy ks. Karola Wojtyłę, z którym nawiązała bliską współpracę, np. organizowała mu materiały do książki „Miłość i odpowiedzialność”. Po odwilży w 1956 r. znów się uaktywniła, np. organizowała rekolekcje zamknięte dla kościelnych i organistów, czytała prasę polską i zagraniczną przygotowując z niej wyciągi dla celów kaznodziejskich. Pisała także artykuły do Tygodnika Powszechnego, Przewodnika Katolickiego i Gościa Niedzielnego.
Zmarła 2 grudnia 1977 r. Jedenastu księży pod przewodnictwem ks. kardynała Karola Wojtyły z uczestnictwem konwentu benedyktynów, koncelebrowało mszę świętą pogrzebową w kościele w Tyńcu. Została pochowana w grobie rodzinnym na pobliskim cmentarzu parafialnym.

## Działalność społeczna
Inicjowała wśród znajomych składki dla chorych i potrzebujących osób oraz zbiórki dla głodnych dzieci w Trzecim Świecie.

## Rodzina
Nie wyszła za mąż. Miała czworo rodzeństwa: Romana (1886–1943), Adama (1888–1967), Agnieszka Jadwiga (1890 - zm. jako dziecko) i Józefa (1892–1936).

## Odznaczenia
- Pro Ecclesia et Pontifice przyznany przez Pawła VI.

## Publikacje[4]
- Niebezpieczna sklepikarka: Komedia w 1 akcie, Teatr dla Młodzieży Żeńskiej (tom 3), 1921 r.
- Złoty strumień: Fragment z życia, Teatr dla Młodzieży Żeńskiej (tom 9), 1923 r.
- Orlęta: Sztuka w 3 aktach, Teatr dla Młodzieży Męskiej (tom 6), 1923 r.
- Konstytucja 3 Maja, Biblioteka Wieczornicowa (tom 1), 1924 r.
- Głos ziemi: Obrazek z życia, Teatr dla Młodzieży Żeńskiej (tom 11), 1924 r.
- Lokatorzy: Krotochwila w 1 akcie, Teatr dla Młodzieży Męskiej (tom 14), 1924 r.
- Święto narodowe, Biblioteka Wieczornicowa (tom 6), 1925 r.
- Monologi (antologia), współautorzy: Brzeska Wanda (pseud. Pałucki Jan, Topór Zbigniew lub Eminus), Wolniewiczówna Czesława, Biblioteka Wieczornicowa (tom 8), 1925 r.
- Gdzie jesteś Panie?, Dramat religijny w 6-ciu odsłonach, Teatr dla Młodzieży Żeńskiej (tom 16), 1925 r.
- Żołnierz: Obrazek dramatyczny w 2 odsłonach, Teatr dla Młodzieży Męskiej (tom 16), 1925 r.
- Chrystus-Król, Biblioteka Wieczornicowa (tom 17), 1926 r.
- Św. Stanisław Kostka, Biblioteka Wieczornicowa (tom 18), 1926 r.
- Razem młodzi, Biblioteka Wieczornicowa (tom 26), 1927 r.
- Perły najświętszej Panienki: Obrazek sceniczny w 1. akcie, Teatr dla Młodzieży Żeńskiej (tom 26), 1927 r.
- Śladem Marii, Biblioteka Wieczornicowa (tom 28), 1928 r.
- Królewicz umiera: Sztuka w 5-ciu aktach z życia św. Kazimierza Jagiellończyka, Teatr dla Młodzieży Męskiej (tom 34), 1929 r.
- Bóg Panem naszym, Biblioteka Wieczornicowa (tom 34), 1933 r.
- Tajemnica Odkupienia, Biblioteka Wieczornicowa (tom 36), 1933 r.
- Rocznica założenia KSM, Biblioteka Wieczornicowa (tom 40), 1935 r.
- Chrystus króluje! Biblioteka Wieczornicowa (tom 42), 1935 r.
- Ewangelia w pracy społecznej, S.A. Ostoja, 1936 r., s. 219.
- Dał im moc...: 50 rozmyślań ewangelicznych dla dziewcząt, Księgarnia Krakowska, 1947 r., s. 214.